# Норт Провиденс (Роуд Ајланд)
Норт Провиденс (Роуд Ајланд) (енгл. North Providence) град је у америчкој савезној држави Роуд Ајланд.

## Демографија
По попису из 2000. године број становника је 32.411.
| Група             | 2000.          | 2010.    |
| Белци             | 29.103 (89,8%) | 0 (0,0%) |
| Афроамериканци    | 859 (2,7%)     | 0 (0,0%) |
| Азијати           | 598 (1,8%)     | 0 (0,0%) |
| Хиспаноамериканци | 1.247 (3,8%)   | 0 (0,0%) |
| Укупно            | 32.411         | 0        |